# Municipio de Ravenna (Míchigan)
El municipio de Ravenna (en inglés: Ravenna Township) es un municipio ubicado en el condado de Muskegon en el estado estadounidense de Míchigan. En el año 2010 tenía una población de 2905 habitantes y una densidad poblacional de 30,83 personas por km².

## Geografía
El municipio de Ravenna se encuentra ubicado en las coordenadas 43°10′8″N 85°58′1″O / 43.16889, -85.96694. Según la Oficina del Censo de los Estados Unidos, el municipio tiene una superficie total de 94.21 km², de la cual 93,67 km² corresponden a tierra firme y (0,57 %) 0,54 km² es agua.

## Demografía
Según el censo de 2010, había 2905 personas residiendo en el municipio de Ravenna. La densidad de población era de 30,83 hab./km². De los 2905 habitantes, el municipio de Ravenna estaba compuesto por el 95,42 % blancos, el 0,17 % eran afroamericanos, el 0,45 % eran amerindios, el 0,17 % eran asiáticos, el 2,69 % eran de otras razas y el 1,1 % eran de una mezcla de razas. Del total de la población el 6,02 % eran hispanos o latinos de cualquier raza.